# Astillero Almirante Segundo Storni
El Astillero Almirante Segundo Storni es un astillero con asiento en Buenos Aires, Argentina. Es un organismo estatal dependiente del Ministerio de Defensa y, junto a Tandanor, constituye el conglomerado CINAR.
Fue fundado en 2004 sobre la base del ex Astillero Ministro Manuel Domecq García, fundado en 1977 para la fabricación de submarinos TR-1700 de origen alemán y privatizado en 1990. En su interior yacen los submarinos nunca construidos (S-43 y S-44).
En 2020, luego de permanecer inactivo, volvió a funcionar con presupuesto del FONDEF. Uno de sus proyectos es el buque SWATH ARA Petrel para el Servicio Hidrográfico Naval.